# Désirée Le Mené
Désirée Le Mené, née Allain le 11 mai 1908 à La Foliette en Sérent (Morbihan), et morte le 9 juillet 1944 à Sérent, était une femme de ménage soupçonnée de collaboration durant l'occupation allemande pendant la Seconde Guerre mondiale, victime d'exécution sommaire durant l'épuration.

## Biographie
Désirée Le Mené, blessée lors du bombardement du 23 novembre 1943 de la gare de Vannes (elle habitait alors dans cette ville) se réfugie avec son fils Maurice dans son village natal de la Foliette en Sérent.
Devenue femme de ménage auprès des Allemands, elle est fortement suspectée de collaboration et notamment d'avoir dénoncé au moins 7 des 17 résistants fusillés le 27 juin 1944 à Plumelec. Arrêtée par des Résistants, elle est, ainsi que son fils (alors âgé de 12 ans), détenue à la ferme du Bois-Hurel. Battue et violée, elle est exécutée avec son fils sur l'ordre du lieutenant Le Bourvellec, chef local de la résistance FFI, par Lucien Crété (meunier au Grand Fao en Pleumeleuc). 

## Plainte et polémique
De retour de captivité, Stéphane Le Mené, époux et père des deux exécutés, porte plainte ; Lucien Crété est arrêté le 8 janvier 1947, puis condamné à une peine de prison avant d'être amnistié le 24 janvier 1952 par le tribunal militaire de Paris. Cette affaire provoque une polémique d'ampleur nationale. 
Désirée Le Mené fait partie des 76 femmes exécutées de manière extrajudiciaire, dont 27 pour relations intimes avec des Allemands, soit plus d'un tiers, dans le seul Morbihan. 